# 156 v.Chr.
156 v.Chr. is een jaartal volgens de christelijke jaartelling.

## Gebeurtenissen

### Italië
- Lucius Cornelius Lentulus Lupus en Gaius Marcius Figulus zijn consul in het Imperium Romanum.

### Griekenland
- Het Romeinse leger onder Publius Cornelius Scipio Nasica Corculum valt Illyrië binnen en onderwerpt de Dalmatiërs, de bevolking wordt gedwongen schatting te betalen aan Rome.
- Callistratus volgt Anthesterius op als archont van Athene.

### Klein-Azië
- Prusias II van Bithynië voert een plunderveldtocht in Pergamon, hij wordt echter door Attalus II van Pergamon verslagen en moet zich terugtrekken.

## Geboren
- Han Wudi (~156 v.Chr. - ~87 v.Chr.), keizer van het Chinese Keizerrijk